# HD193325
HD193325 — хімічно пекулярна зоря спектрального класу B9, що має видиму зоряну величину в смузі V приблизно  7,4.
Вона  розташована на відстані близько 869,8 світлових років від Сонця.

## Пекулярний хімічний склад
Зоряна атмосфера HD193325 має підвищений вміст 
Si
.